# Proteuxoa albistigma
Proteuxoa albistigma är en fjärilsart som beskrevs av W. Warren 1914. Proteuxoa albistigma ingår i släktet Proteuxoa och familjen nattflyn. Inga underarter finns listade i Catalogue of Life.